# Іст-Ричмонд-Гайтс (Каліфорнія)
Іст-Ричмонд-Гайтс (англ. East Richmond Heights) — переписна місцевість (CDP) в США, в окрузі Контра-Коста штату Каліфорнія. Населення — 3460 осіб (2020).

## Географія
Іст-Ричмонд-Гайтс розташований за координатами 37°56′42″ пн. ш. 122°18′50″ зх. д. / 37.94500° пн. ш. 122.31389° зх. д. (37.945081, -122.313907).  За даними Бюро перепису населення США в 2010 році переписна місцевість мала площу 1,50 км², уся площа — суходіл.

## Демографія
Згідно з переписом 2010 року, у переписній місцевості мешкало 3280 осіб у 1385 домогосподарствах у складі 847 родин. Густота населення становила 2183 особи/км².  Було 1452 помешкання (966/км²).
Расовий склад населення:
| - 60,8 % — білих - 12,4 % — азіатів - 12,0 % — чорних або афроамериканців - 0,4 % — корінних американців - 0,2 % — вихідців з тихоокеанських островів - 5,7 % — осіб інших рас |

До двох чи більше рас належало 8,4 %. Частка іспаномовних становила 14,2 % від усіх жителів.
За віковим діапазоном населення розподілялося таким чином: 17,8 % — особи молодші 18 років, 65,8 % — особи у віці 18—64 років, 16,4 % — особи у віці 65 років та старші. Медіана віку мешканця становила 46,2 року. На 100 осіб жіночої статі у переписній місцевості припадало 94,1 чоловіків;  на 100 жінок у віці від 18 років та старших — 93,3 чоловіків також старших 18 років.
Середній дохід на одне домашнє господарство  становив 79 644 долари США (медіана — 65 438), а середній дохід на одну сім'ю — 87 952 долари (медіана — 75 125). Медіана доходів становила 53 000 доларів для чоловіків та 56 351 долар для жінок. За межею бідності перебувало 10,6 % осіб, у тому числі 13,6 % дітей у віці до 18 років та 2,0 % осіб у віці 65 років та старших.
Цивільне працевлаштоване населення становило 1684 особи. Основні галузі зайнятості: освіта, охорона здоров'я та соціальна допомога — 26,5 %, науковці, спеціалісти, менеджери — 19,5 %, роздрібна торгівля — 10,9 %, мистецтво, розваги та відпочинок — 10,8 %.